# Nanopoudre
Une nanopoudre est une poudre utilisée dans le domaine des nanotechnologies, dont la taille se situe entre 1 et 100 nanomètres,,.
La plupart des applications demandent de faibles quantités néanmoins la consommation devrait augmenter. Différents secteurs utilisent les nanopoudres, comme l’électronique, l’optique, les fabricants de pièces mécaniques, l’énergie et l’environnement ou encore le domaine médical. L’électronique et les fabricants de pièces mécaniques se sont approprié la silice et l’alumine. L’oxyde de zinc devient également très intéressant puisqu’il contribue à créer la nouvelle génération des crèmes solaires. La zircone est utilisée pour les céramiques mécaniques de haute performance. Elle est aussi bio-compatible et permet de fabriquer des prothèses. Le plus souvent, elle est sous forme stabilisée, c’est-à-dire mélangée avec quelques pour cent d'oxydes de cérium, d’yttrium ou de calcium.
Le marché est dominé par les États-Unis qui détiennent environ 54 % des parts. En Europe, les deux pays leaders en nanotechnologie sont l'Allemagne et la Grande-Bretagne. La Chine est en passe de devenir un des grands acteurs de ce marché[Quand ?].